# Gråpannad todityrann
Gråpannad todityrann (Poecilotriccus fumifrons) är en fågel i familjen tyranner inom ordningen tättingar.

## Utseende och läte
Gråpannad todityrann är en mycket liten tyrann med anspråkslös fjäderdräkt. Den känns lättast igen på kombinationen av liten storlek, rätt stor näbb, gulaktiga vingband och ljusa beigefärgade "glasögon". Lätet består av ett stammande eller spinnande ljud med ihålig ton. 

## Utbredning och systematik
Gråpannad todityrann delas in i två underarter:
- Poecilotriccus fumifrons penardi – förekommer från Surinam till Franska Guyana och nedre Amazonområdet i Brasilien
- Poecilotriccus fumifrons fumifrons – förekommer i kustnära nordöstra Brasilien (Paraíba till nordöstra Bahia)

### Familjetillhörighet
Arten placeras traditionellt i familjen tyranner. DNA-studier visar dock att Tyrannidae består av fem klader som skildes åt redan under oligocen, pekar på att de skildes åt redan under oligocen, varför vissa auktoriteter behandlar dem som egna familjer. Gråpannad todityrann med släktingar placeras då i Pipromorphidae.

## Levnadssätt
Gråpannad todityrann hittas i täta buskar och snår, framför allt på sandiga jordar. Den kan också ses i skogsbryn och påverkade miljöer, där den är ovanlig men förmodligen förbisedd. Arten hörs nästan alltid innan den ses.

## Status och hot
Arten har ett stort utbredningsområde, men tros minska i antal, dock inte tillräckligt kraftigt för att den ska betraktas som hotad. Internationella naturvårdsunionen IUCN listar arten som livskraftig (LC).